# Межин, Юрий Юрьевич
Юрий Юрьевич Межин (1886 — 26 ноября 1937) — член Реввоенсовета армии Советской Латвии, председатель Транспортной коллегии Верховного суда СССР, старый большевик.

## Биография
Родился в латышской семье. Получил среднее образование. Член РСДРП с 1904. Активный участник революции 1905—1907 гг., профессиональный революционер. Сопроцессник Ю. П. Гавена по делу 44-х, приговорён к 4-м годам каторги. В 1912 сослан на Лену. После Октябрьской революции приехал в Москву.
В 1918 стал членом исполкома Моссовета, заведовал кооперативным отделом ВСНХ, был заместителем председателя Всероссийского совета рабочей кооперации. Член президиума исполнительного комитета Советов рабочих и безземельных депутатов Латвии. В 1919 член советского правительства Латвии, с марта 1919 член ЦК коммунистической партии Латвии. В 1919—1920 член РВС армии Советской Латвии, член РВС 15-й армии, военный комиссар штабов Западного и Южного фронтов, член РВС 13-й армии. С 1920 председатель Главного революционного военного железнодорожного трибунала, затем председатель Военно-транспортной коллегии и Верховного трибунала при ВЦИК. В 1921—1922 комиссар Управления транспортом Каспийского моря, начальник и комиссар Административного управления НКПС, начальник политического секретариата НКПС, член Комиссии СТО по борьбе со взяточничеством. С 1926 по 1929 начальник Пермской железной дороги в Свердловске. В 1937 председатель Транспортной коллегии Верховного суда СССР. По мемуарам знавших его, он был очень строгим работником и не знал пощады к врагам народа. По его требованию исключили из трибунала одного из судей, Алексея Николаевича Васильева за мягкость — ввиду того, что тот не подписал ни одного смертного приговора.

### Семья
Проживал в Москве на улице Краснопрудная, дом 22, квартира 158. У него была жена Екатерина и сыновья Юрий и Игорь. После ареста жена настаивала на его невиновности и обвиняла арестовавших Юрия Юрьевича: «Он настоящий коммунист, а вы — враги страны. Мужа арестовали потому, что он был честный». Её не арестовали, как и других жён, а отправили в Среднюю Азию, из-за чего дети остались одни.

### Репрессии
Арестован 21 сентября 1937. Осуждён 25 ноября 1937 Военной коллегией Верховного суда СССР по обвинению во вредительстве и участии в антисоветской террористической организации правых. Расстрелян на следующий день после вынесения обвинительного приговора. Захоронен на Новом Донском кладбище в Москве. Реабилитирован посмертно 4 августа 1956.